# Fernando Martínez Checa
Fernando Martínez Checa (Requena (Valencia), 1858- Baeza (Jaén) 1933), fue un pintor y catedrático español. 
Catedrático de dibujo en los institutos de bachillerato de Huelva, donde se mantuvo hasta 1907, y Baeza. en 1909 fundó la Escuela de Artes e Industrias de Requena, destinada a la instrucción de obreros.
Especializado en pintura al óleo y a la acuarela de floreros y paisajes, en el Museo provincial de Huelva se expone una de sus obras: Baños flotantes en la ría de Huelva (1897). Otras obras se encuentran en el Museo de Bellas Artes de Córdoba, donde se conserva una aguada sobre papel titulada Las Ermitas de Córdoba, y la Real Academia de Bellas Artes de San Fernando (Fuente en el camino, óloeo con dedicatoria a la marquesa de Majeras, 1884).